# G.657
G.657 es un estándar internacional desarrollado por  el Sector de Estandarización de la Unión Internacional de Telecomunicaciones (UIT) que especifica el cable fibra óptica monomodo (SMF).

## Historia
La recomendación G.657 se basa en una especificación de fibra óptica anterior en G.652.
G.657 se publicó por primera vez en 2006. Las revisiones de la norma se publicaron desde 2009, 2012 y 2016 (noviembre).